# Febre de sang
"Febre de sang" (títol original en anglès "Blood Fever") és el setzè episodi de la tercera temporada i el 58è del total de la sèrie de televisió de ciència-ficció estatunidenca Star Trek: Voyager. Va ser dirigit per Andrew Robinson amb un guió de Lisa Klink. Fou emès a la televisió el 5 de febrer de 1997 a la cadena UPN.
Ambientada al segle XXIV, la sèrie segueix les aventures de la tripulació de la Flota Estel·lar i els Maquis de la nau estel·lar USS Voyager després de quedar encallats al Quadrant Delta a desenes de milers d’anys llum de distància de la resta de la Federació. Aquest episodi se centra en els personatges B'Elanna Torres, l’alferes Vorik i Tom Paris, i explora la naturalesa dels vulcanians.

## Argument
L'alferes Vorik li proposa matrimoni a B'Elanna Torres. Atònita, ella es nega. Ell l'agafa, abraçant-li la cara, i ella li dóna un cop de puny. Mentre ell cura la mandíbula dislocada de Vorik a la infermeria, el El Doctor descobreix que l'alferes està començant el seu primer "pon farr". Està en un frenesí sexual i necessita una parella, una lluita ritual coneguda com a "kunat kalifee", o meditació intensiva. Vorik opta per meditar.
Mentrestant, Torres s'uneix a Tom Paris i Neelix per a una missió externa per recollir "gallicita" d'una mina abandonada. Es torna cada cop més agressiva i agitada, negant-se a cooperar amb els seus companys d'equip, i després ataca Paris, mossegant-lo a la galta i fugint sola. La descripció que Paris fa del seu comportament a la "Voyager" porta a Tuvok a concloure que ha contret el "pon farr" de Vorik, ja que l'alferes havia iniciat un vincle d'aparellament telepàtic quan li va agafar la cara.
"Espera, si us plau. Si us plau, sí. Veig que has pensat molt, ehm, lògicament i realment estic molt afalagada, però la meva resposta és no. Ho sento." 
Tuvok i Chakotay viatgen a la superfície del planeta i baixen a la mina per ajudar Paris a caçar Torres. Li diuen que la seva incomoditat prové del "pon farr", i que ha de tornar amb ells a la nau. Abans que la puguin convèncer, l'equip visitant està envoltat d'extraterrestres anomenats Sakari; la mina no està abandonada després de tot. Els extraterrestres desapareixen i s'emporten Tuvok i Chakotay amb ells.
Ara sola amb Paris a la mina, Torres està decidida a tenir relacions sexuals amb ell, havent-lo escollit ja com a company amb la mossegada a la galta. Admet que li agradaria complaure-la, però es nega a aprofitar-se del seu estat mental alterat.
Tuvok i Chakotay descobreixen que els extraterrestres són pacífics però paranoics, ja que s'han amagat sota terra d'antics invasors del seu planeta. La "Voyager" accepta ajudar els Sakari a amagar-se millor. De tornada a la superfície, Tuvok aconsella a Paris que tingui relacions sexuals amb Torres per ajudar a purgar el "pon farr". Ell accepta incòmodament, però abans que els dos puguin copular, Vorik irromp per reclamar Torres, desafiant Paris al "kunat kalifee". Torres declara que lluitarà contra Vorik ella mateixa. Tots dos lluiten agressivament i tots dos són purgats del seu "pon farr". Després, ella i Paris admeten l'un a l'altre que podrien tenir un futur junts.
"Compte amb el que desitges, tinent." 
Quan l'equip visitant es prepara per abandonar el planeta, fan una descoberta horrible: els invasors dels quals fugien els Sakari eren Borg.

## Actors convidats
- Alexander Enberg - Vorik
- Bruce Bohne - Ishan
- Elle Alexander - Sakari
- Deborah Levin - Ens. Lang
- Amy Jo Traicoff - T'Pera

## Recepció
Jammer's Reviews va qualificar aquest episodi amb 3 de 4 estrelles, qualificant-lo de "normal... una hora força divertida" i assenyalant que "és bàsicament 'L'època de l'Amok' al Quadrant Delta". Jamahl Epsicokhan va utilitzar les paraules "superficial" i "fàcil" per a alguns aspectes, i "superficial" i "transparent" específicament per a l'aparició de Vorik al final, on invoca el Koon-ut-kalifee per guanyar-se Torres com a company. El que va trobar "més impactant" va ser la revelació final del cadàver dels Borg, una amenaça que podria "revitalitzar la sèrie".

## Mitjans domèstics
Aquest episodi es va publicar en DVD el 6 de juliol de 2004, com a part de Star Trek Voyager: Complete Third Season, amb àudio Dolby 5.1 surround. El DVD de la temporada 3 es va publicar al Regne Unit el 6 de setembre de 2004.
El 2017, la sèrie de televisió completa Star Trek: Voyager es va publicar en una caixa recopilatòria de DVD, que l'incloïa com a part dels discs de la temporada 3..